# Daniel Gerould
Daniel Gerould (ur. 28 marca 1928 w Cambridge w stanie Massachusetts, zm. 13 lutego 2012) – amerykański teatrolog, badacz i tłumacz polskiej literatury.

## Życiorys
Był profesorem City University od New York, 1992 został członkiem PAU. Od 1995 redagował periodyk „Slavic and East European Performance”, był autorem antologii Twentieth-Century Polish Avant-Garde Drama (1977) i przekładu prawie wszystkich dramatów Witkacego zamieszczanych w czasopismach i wydaniach książkowych w latach 1968–1992, a także jego powieści i tekstów teoretycznych i filozoficznych. W 1981 opublikował monografię Stanisław Ignacy Witkiewicz jako pisarz (wyd. pol. 1981). W 1978 otrzymał nagrodę literacką dla tłumaczy Stowarzyszenia Autorów ZAiKS.